# 森林防护机
森林防護機是用作監察森林或保護區等的伐林活動。在巴西等的熱帶雨林常見。經森林防護收集數據後會傳送到監察系統進行分析。監察系統除可監察伐林活動外，亦有助紀錄森林裡種類廣泛的植物、昆蟲和動物以及監察森林土著。 

## 批評
反對亞馬遜監察系統的美國政界人士認為由美國公司設計的系統，只是讓美國可以24小時監視亞馬遜地區及與其接壤、生產可卡因的哥倫比亞。建造這個系統很明顯有地緣政治動機的，有需要再由國會調查。
環保人士對這個監察系統也有質疑，他們認為巴西聯邦政府的財政預算減少後，這樣的監察系統對保護亞馬遜野生動物的幫助不大。綠色和平亞馬遜運動的聯絡人都表示，把非法伐木的勾當記錄下來，根本無助打擊這些活動，這個監察系統只不過是政治、經濟和管理的手段。有防衛專家認為，在巴西軍方不能擊落可疑飛機的情況下，雷達系統僅是“無牙老虎”。 
而管理亞馬遜警戒系統的公司說，25個雷達、控制塔和負責監視的直升機在對付毒品走私者和非法伐木者方面，非常重要。